# Crefeld-Klasse
Die Crefeld-Klasse war eine Serie von vier Dampfern des Norddeutschen Lloyd.
1895 stellte der NDL die Schiffe dieser Klasse in den Südamerika-Dienst ein. Diese in Deutschland gebauten Schiffe hatten eine ähnliche Größe wie die aus Großbritannien angekauften Roland, Pfalz und Mark. 1897 folgten diesen noch drei Doppelschraubendampfer vom Coblenz-Typ. Die letzten sieben Schiffe wurden auch Brasiliendampfer genannt.

## Technische Daten
Es handelte sich bei der Crefeld-Klasse um zweimastige Einschraubenschiffe, die bei der Indienststellung noch Rahen trugen. Sie waren zwischen 3829 und 3969 BRT vermessen und hatten eine Tragfähigkeit etwas über 5000 tdw. Mit Dreifach-Expansionsmaschinen von 2000 PS erreichten sie eine Dienstgeschwindigkeit von 11,5 Knoten und eine Höchstgeschwindigkeit von 13 Knoten. Sie boten Kabinenplätze für 10 bis 32 Passagiere der II. Klasse und über 1000 Zwischendecksplätze und fuhren mit 51 bis 57 Mann Besatzung.

## Crefeld
Die Crefeld war das Typschiff der Baureihe und das erste von zwei beim Stettiner Vulcan gebauten Schiffen. Bei 3829 BRT war sie 113,21 Meter lang und 13,30 Meter breit und verfügte über 32 Kabinenplätze. Sie lief am 23. März 1895 vom Stapel und lief am 11. Mai 1895 zu ihrer Jungfernfahrt von Bremen nach Rio de Janeiro und Santos aus.
Am 12. September 1895 fuhr sie erstmals nach New York und am 10. September 1896 nach Baltimore. Bis zum 13. März 1902 machte sie insgesamt 19 Rundreisen auf dem Nordatlantik. Dazu kam noch eine einzelne Rundreise am 19. April 1902 nach Galveston, insgesamt somit 20 Rundreisen auf dem Nordatlantik in 67 Monaten. Dazwischen transportierte sie Anfang 1898 das 300 Mann starke Artilleriekommando der Matrosenartillerie mit einer Batterie Feldgeschützen in den neuen Stützpunkt Tsingtau an der chinesischen Küste. Im August 1898 brachte die Crefeld die erste Ablösungsmannschaft des III. Seebataillons nach Tsingtau.
Vor dem Ende ihrer USA-Reisen war die Crefeld ab 7. September 1900 Transport der zweiten Staffel des Ostasiatischen Expeditionskorps beteiligt und diente dann in China bis Oktober 1901 als Lazarettschiff.
Die Crefeld blieb bis 1914 im Südamerikadienst. Sie diente 1914 unter Kapitän Vieth als eines der Versorgungsschiffe des Kleinen Kreuzers Karlsruhe, mit dem sie aus Rio de Janeiro kommend am 31. August bei Las Rocas mit 1000 t Kohlen und Lebensmitteln an Bord zusammentraf. Auf der weiteren Reise stellte Crefeld den britischen Kohlendampfer Farn mit 7000 t Kohlen, den die herbeigerufene Karlsruhe aufbrachte. Nach Verbrauch ihrer Vorräte wurde sie am 13. Oktober mit 419 Gefangenen nach Teneriffa entlassen, wo sie am 22. Oktober 1914 eintraf.
Im Oktober 1918 wurde die Crefeld an Spanien abgetreten, wo sie in España No. 4 umbenannt wurde und von der Transatlantica eingesetzt wurde. 1925 wurde sie der Cia Trasmediterránea übertragen, die sie in Teide umbenannte und auf der Linie nach Fernando Po, jetzt Bioko, für 140 Passagiere einsetzte. Am 10. Juni 1932 verunglückte sie bei Bata, Spanisch-Guinea, heute Äquatorialguinea.

## Aachen
Als zweites Schiff der Klasse kam die ebenfalls bei der AG Vulcan, Stettin gebaute Aachen (3833 BRT) in Fahrt, die am 5. April 1895 vom Stapel gelaufen war und am 15. Juni 1895 in Bremen ihre Jungfernfahrt nach Montevideo und Buenos Aires begann. Am 12. Januar 1896 wurde die Aachen erstmals nach New York eingesetzt und am 9. November des Jahres auch nach Baltimore. Bis zum 17. Juni 1897 führt sie zwölf Nordatlantikrundfahrten (in 18 Monaten) durch. Ab August 1897 wurde sie dann wieder nach Südamerika eingesetzt.
Am 31. Juli 1900 lief die Aachen mit Teilen des Ostasiatischen Expeditionskorps nach China aus und wurde bis 1901 für Truppentransporte genutzt. 1904 transportierte sie während des Herero-Aufstandes deutsche Truppen nach Deutsch-Südwestafrika. Grundsätzlich erfolgte aber bis 1914 der Einsatz des Schiffes auf der Route nach Südamerika.
Beim Kriegsausbruch befand sich die Aachen in der Heimat und wurde ab dem 14. Oktober 1914 als Sperrbrecher 10 von der Kaiserlichen Marine übernommen. Im Mai 1915 wurde sie Sperrbrecher 1. Am 30. Juli 1915 wurde sie vom britischen U-Boot E1 auf der Position 57° 31′ N, 19° 18′ O zwischen Libau und Gotland versenkt, wobei fünf Tote zu beklagen waren.

## Bonn
Die beiden anderen Schiffe der Serie wurden von der Germaniawerft, Kiel, geliefert. Sie waren 112,75 m lang und 13,28 m breit, etwa 100 BRT größer vermessen und hatten etwas mehr Tragfähigkeit, aber weniger Kabinenplätze.
Die Bonn (3969 BRT) lief am 25. Januar 1895 vom Stapel und trat ihre Jungfernfahrt am 7. September 1895 von Bremen nach Montevideo und Buenos Aires an. Schon am 21. Dezember des Jahres wurde sie erstmals auch nach New York eingesetzt und am 18. Februar 1897 folgte ihre erste Reise nach Baltimore. Ihre 13. und letzte Nordatlantiktour (in 61 Monaten) begann am 9. Februar 1901 in Bremen nach Baltimore.
Danach blieb die Bonn im Südamerikadienst.
1913 wurde die Bonn an Jebsen & Diederichsen verkauft und vom neuen Eigner in Gregor umbenannt.
Am 3. August 1914 wurde sie in Odessa beschlagnahmt und ab 1915 als russischer Marinetransporter N-20 eingesetzt. Im Mai 1918 gelangte die Gregor wieder in deutschen Besitz, wurde allerdings im Dezember von den Franzosen beschlagnahmt. Am 11. April 1919 strandete das Schiff nach Bruch der Ankerkette vor Odessa. Nach Bergung strandete sie endgültig als Totalverlust am 11. Februar 1920 im Tau eines britischen Schleppers auf dem Weg von Odessa nach Konstantinopel nach Bruch der Schlepptrosse bei Cap Shili am Bosporus.

## Halle
Am 3. August 1895 lief die Halle (3960 BRT) bei der Germaniawerft Kiel vom Stapel und trat am 2. November 1895 als letztes Schiff der Serie ihre Jungfernfahrt von Bremen nach Montevideo und Buenos Aires an. Auch die Halle wurde am 15. Februar 1896 erstmals nach New York und am 13. August 1896 erstmals nach Baltimore eingesetzt. Die Gesamtzahl ihrer Nordatlantikreisen bis 1899 (?) konnte nicht festgestellt werden. Am 27. Juli 1900 lief die Halle mit den ersten Teilen des Ostasiatischen Expeditionskorps nach China aus.
1913 wurde sie mit dem Schwesterschiff Bonn an Jebsen & Diederichsen, Hamburg, verkauft und in Pawel umbenannt.
1915 wurde sie an die niederländische De Dortsche Stoomscheep Maats, Dordrecht, verkauft und erhielt den Namen Woudrichem. Im März 1918 wurde das Schiff wegen seiner Kriegsbeteiligung von den US-Behörden beschlagnahmt und dann an die Universal Transportation Co, New York, abgegeben. 1921 kaufte die Kennebec Steamship Co, New York, dann D. Pace, Sons & Co, New York, das Schiff und nannte es Lloyd (4007 BRT). Im März 1923 wurde es an Achille Lauro, Neapel, verkauft und in Italien in Iris (3871 BRT) umbenannt. Nach einem Eigentümerwechsel in Italien wurde die ehemalige Halle im Oktober 1925 nach Genua zum Abbruch verkauft.